# Kelly McGillis
Pour les articles homonymes, voir Gillis.
Kelly McGillis, née le 9 juillet 1957 à Newport Beach (Californie), est une actrice américaine.

## Biographie

### Débuts
Kelly Ann McGillis est née le 9 juillet 1957 à Newport Beach, en Californie, aux (États-Unis).

### Carrière
Elle est particulièrement connue dans les années 1980 pour son rôle de Charlie dans Top Gun, ou encore celui d'une jeune mère amish, Rachel Lapp, dans Witness (pour lequel elle sera nommée aux Golden Globes). En 1988, elle interprète l'avocate de Jodie Foster dans Les Accusés, film dramatique vaguement basé sur l'affaire du viol collectif de Cheryl Araujo en 1983. Dans une interview liée au film, l'actrice McGillis a reconnu qu'elle avait elle-même été violée. Elle a notamment évoqué sa longue lutte pour surmonter les traumatismes liés à ce viol, ainsi que son désir d'en parler publiquement pour aider les autres victimes.
Après un passage par les séries télévisées dans les années 1990, elle fait son retour au cinéma en 2001 dans le thriller Cercle intime où elle incarne le rôle de Diana, professeur de poésie homosexuelle. En 2008, elle rejoue le rôle d'une lesbienne dans The L Word. En avril 2009, Kelly McGillis révèle  son homosexualité lors d'une entrevue sur SheWired.com.

### Vie privée
Mariée trois fois, une 1re fois avec Boyd Black de 1979 à 1981, Kelly McGillis a deux filles, Kelsey et Sonora, issues de son second mariage avec Fed Tillman avec qui elle fut mariée de 1989 à 2002. Son dernier mariage avec Mélanie Leis, qu'elle fréquentait depuis le début des années 2000 (elles s'étaient même pacsées) n'a duré qu'un an, de 2010 à 2011, mais elle a officialisé son « coming out » après un article dans la presse people en 2009.

## Filmographie

### Cinéma
- 1983 : Reuben, Reuben de Robert Ellis Miller : Geneva Spofford
- 1985 : Witness de Peter Weir : Rachel Lapp
- 1986 : Top Gun de Tony Scott : Charlotte « Charlie » Blackwood
- 1987 : Bienvenue au Paradis (Made in Heaven) d'Alan Rudolph : Annie Packert/Aly Chandler
- 1987 : Dreamers (Ha-Holmom) d'Uri Barbash : Anda
- 1988 : Les Accusés (The Accused) de Jonathan Kaplan : Kathryn Murphy
- 1988 : Une femme en péril (The House on Carroll Street) de Peter Yates : Emily
- 1989 : Rabbit Ears : Thumbelina (court métrage d'animation) : narratrice
- 1989 : L'Étranger du froid (Winter People) de Ted Kotcheff : Collie Wright
- 1989 : Cat Chaser d'Abel Ferrara : Mary DeBoya
- 1991 : Grand Isle de Mary Lambert : Edna Pontellier
- 1992 : The Babe d'Arthur Hiller : Claire Hodgson Ruth
- 1994 : L'Irrésistible North (North) de Rob Reiner : mère Amish
- 1998 : Painted Angels de Jon Sanders : Nettie
- 1998 : Tour de contrôle (en) (Ground Control) de Richard Howard : Susan Stratton
- 1999 : Premier Regard (At First Sight) d'Irwin Winkler : Jennie Adamson
- 1999 : Mortel Business (The Settlement) de Mark Steilen : la fausse Barbara/Ellie
- 2001 : Morgan's Ferry de Sam Pillsbury : Vonnie Carpenter
- 2001 : Une famille en enfer (No One Can Hear You) de John Laing : Trish Burchall
- 2001 : Cercle intime (The Monkey's Mask) de Samantha Lang : professeur Diana Maitland
- 2007 : Supergator de Brian Clyde : Kim Taft
- 2010 : Stake Land de Jim Mickle : la sœur
- 2010 : 1 a Minute de Namrata Singh Gujral : la narratrice (voix)
- 2011 : The Innkeepers de Ti West : Leanne Rease-Jones
- 2011 : What Could Have Been de Shea Wageman : Margaret
- 2012 : Grand Street de Lex Sidon : Isabelle
- 2012 : Tio Papi de Fro Rojas : Elizabeth Warden
- 2013 : We Are What We Are de Jim Mickle : Marge
- 2015 : Blue de Charles Huddleston : Madame Hutcherson

### Télévision
- 1984 : Douce revanche (Sweet Revenge) (téléfilm) de David Greene : Katherine Dennison Breen
- 1984 : On ne vit qu'une fois (One Life to Live) (série télévisée) : Glenda Livingston #1
- 1985 : Live from Lincoln Center (série télévisée) : Hôte
- 1985 : Confessions privées (Private Sessions (téléfilm) de Michael Pressman : Jennifer Coles
- 1986 : Santabear's First Christmas (téléfilm) de Mark Sottnick : la narratrice (Voix)
- 1987 : Santabear's High Flying Adventure (téléfilm) de Robert Marianetti et Michael Sporn : Missy Bear (voix)
- 1992 : Perry Mason - L'Affaire des tableaux posthumes (Perry Mason - The Case of the Fatal Framing) (téléfilm) de Christian I. Nyby II : Mme Winston Hope
- 1993 : Le Triomphe de l'amour (Bonds of Love) (téléfilm) de Larry Elikann : Rose Parks
- 1994 : In the Best of Families: Marriage, Pride & Madness (téléfilm) de Jeff Bleckner : Susie Lynch
- 1995 : Dark Eyes (série télévisée) : Mila McGann
- 1995 : Mary Higgins Clark - Souviens-toi (Remember Me) (téléfilm) de Michael Switzer : Menly Nichols
- 1996 : We the Jury (téléfilm) de Sturla Gunnarsson  : Alyce Bell
- 1997 : Le Troisième Jumeau (The Third Twin) (téléfilm) de Tom McLoughlin : Dr Jean Ferrami
- 1998 : La Proie du collectionneur (Perfect Prey) (téléfilm) d'Howard McCain : Audrey Macleah
- 1998 : Le Souffle de l'enfer (Storm Chasers: Revenge of the Twister) (téléfilm) de Mark Sobel : Jamie Marshall
- 2000 : Les Aventures de Buzz l'Éclair (Buzz Lightyear of Star Command) (série télévisée) : Une femme magnifique (voix)
- 2000 : Au-delà du réel : L'aventure continue (The Outer Limits) (série télévisée) : Nicole Whitley
- 2000 : Cold Shoulder (téléfilm) de Charles Haid : lieutenant Lorraine
- 2000 : La Famille Delajungle (The Wild Thornberrys) (série télévisée) : Winema (voix)
- 2006 : Mariage en noir (Black Widower) (téléfilm) de Christopher Leitch : Nancy Westveld
- 2008 : The L Word (série télévisée, deux épisodes) : colonel Gillian Davis
- 2014 : Trouver l'amour à Sugarcreek (Love Finds You in Sugarcreek) (téléfilm) de Terry Cunningham : Berthe Troyler
- 2014 : Z Nation (série télévisée), épisode Les Sœurs de la miséricorde (Sisters of Mercy) de Rachel Lee Goldenberg : Helen
- 2017 : Un amour interdit (An Uncommon Grace) (téléfilm) de David Mackay : Elizabeth Conner
- 2018 : Maternal Secrets (téléfilm) de Lucinda Spurling : Rose
- 2020 : Dirty John (série télévisée), saison 2, épisode 5 Scream Therapy de Maggie Kiley : Miriam Saslaw

## Distinctions

### Nominations
- 43e cérémonie des Golden Globes 1986 : Meilleure actrice dans un second rôle dans un thriller pour Witness (1985)
- 39e cérémonie des British Academy Film Awards 1986 : Meilleure actrice dans un thriller pour Witness (1985).

### Récompenses
- Mostra de Venise 1987 : Lauréate du Golden Ciak lors de la de la meilleure actrice dans une comédie romantique pour Bienvenue au Paradis (Made in Heaven) (1987).